# Epidesma melanoneura
Epidesma melanoneura är en fjärilsart som beskrevs av Hans Zerny 1931. Epidesma melanoneura ingår i släktet Epidesma och familjen björnspinnare. Inga underarter finns listade i Catalogue of Life.